# 鲁道夫塔

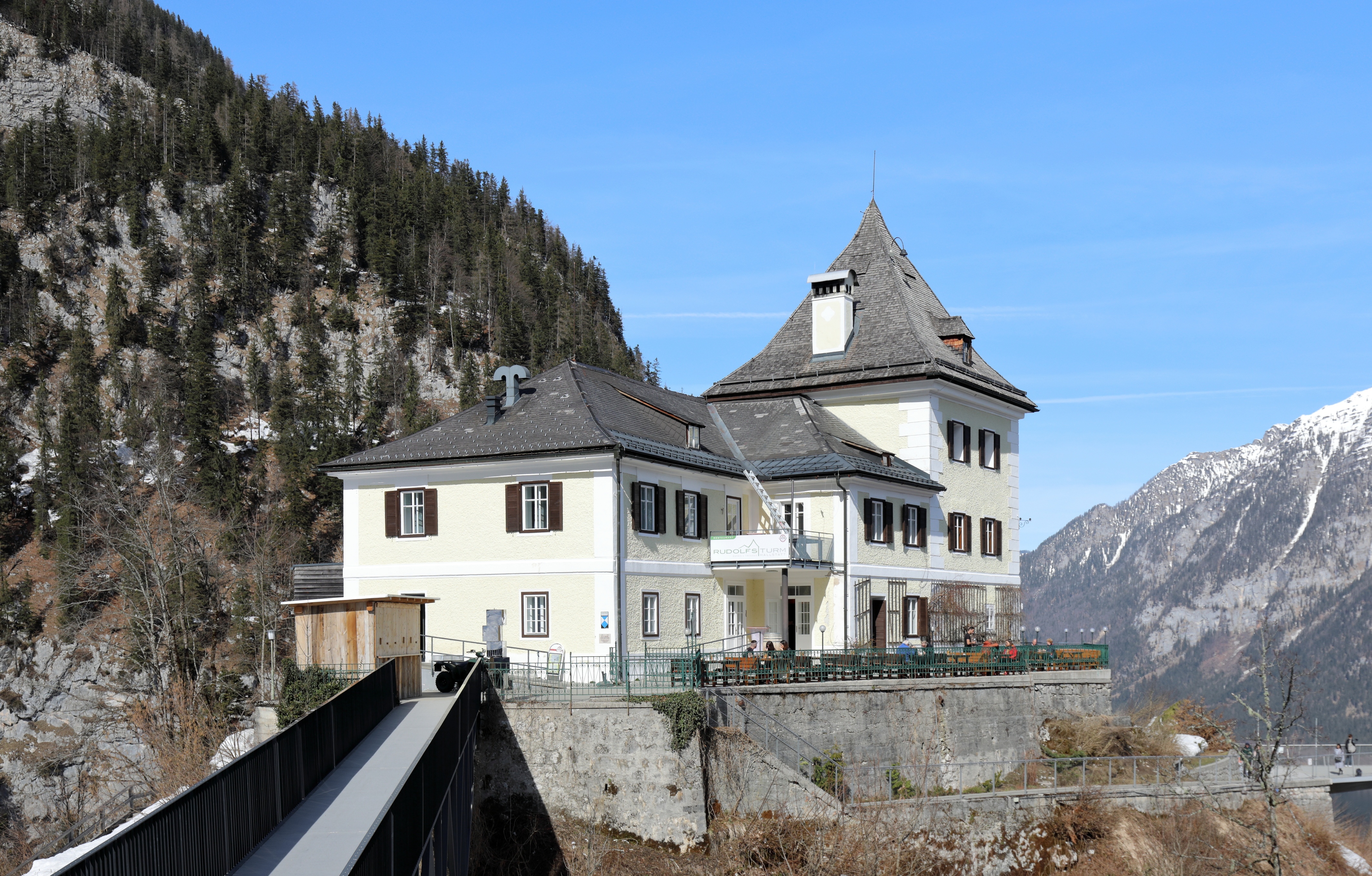

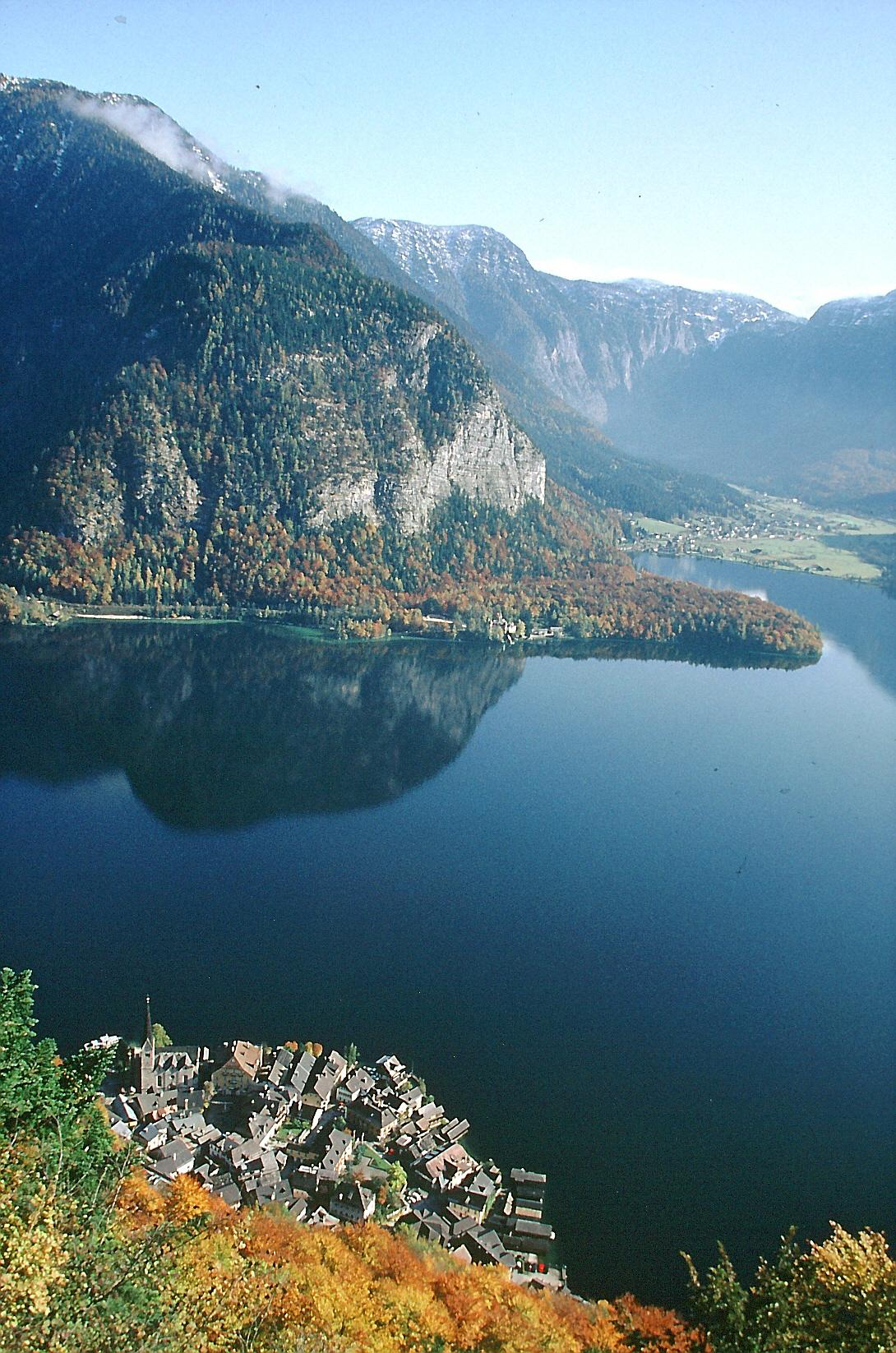

鲁道夫塔（Rudolfsturm）位于奥地利哈尔施塔特中心以西一公里处，萨尔茨堡-霍赫塔尔山谷的核心部分，原为13世纪末的一座中世纪防御塔，从19世纪到1954年用作采矿经理的住所。该建筑作为“哈尔施塔特-达赫施泰因/萨尔茨卡默古特文化景观”的一部分列为世界遗产加以保护，可以看到哈尔斯塔特、哈尔施塔特湖和周围群山的独特景色。

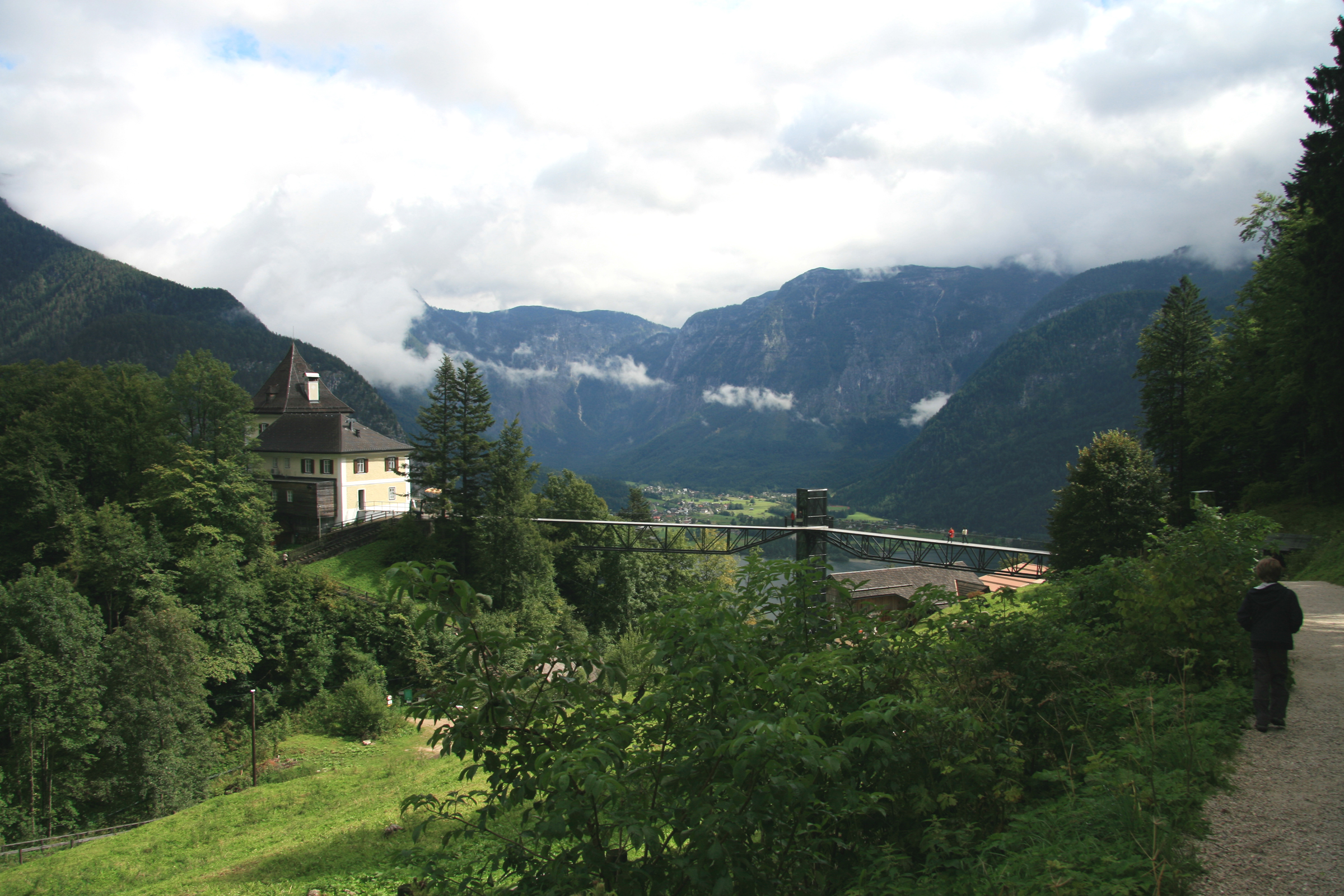
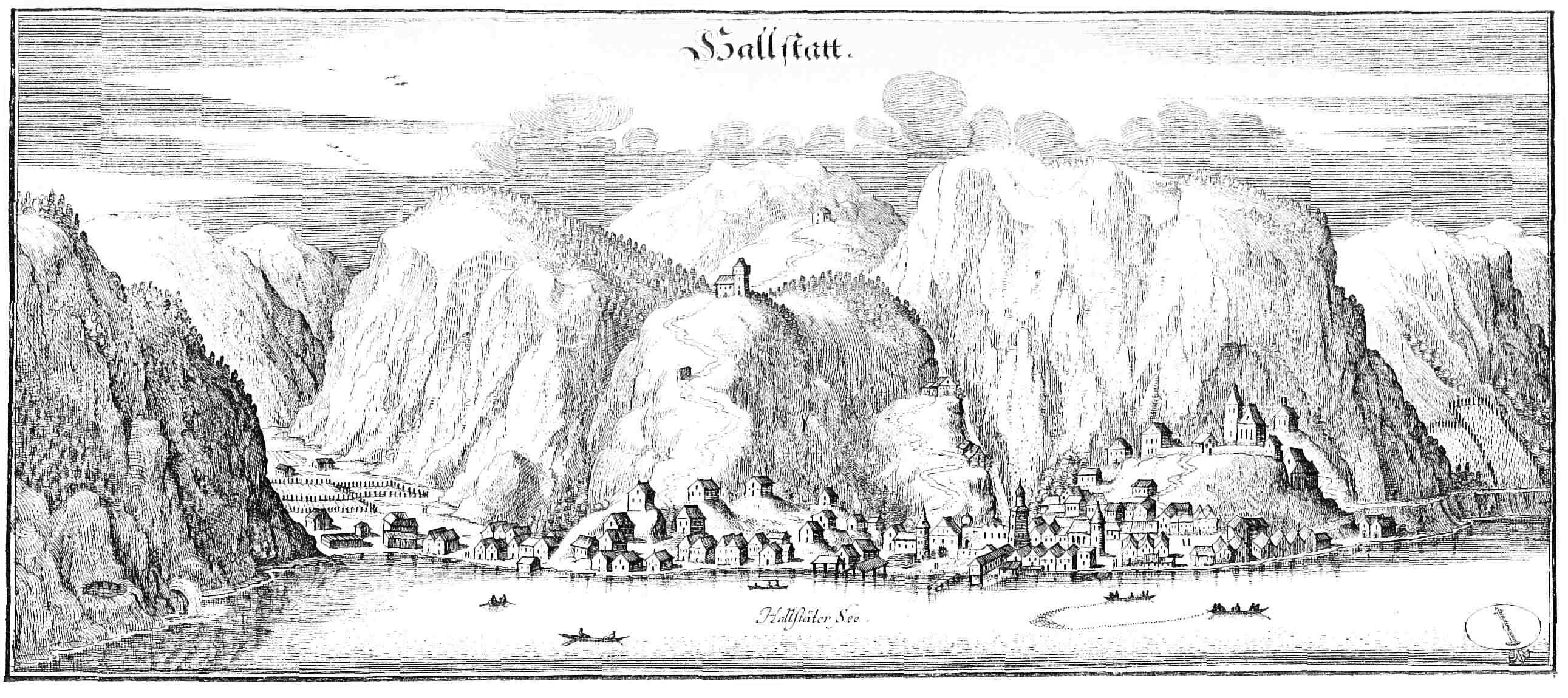